# Martyr
«Martyr» és el quaranta-cinquè senzill de la banda britànica Depeche Mode. Fou publicat el 13 de novembre de 2006 per promocionar la nova compilació de grans èxits The Best Of, Volume 1, i es va fer en els formats CD, maxi senzill i DVD.

## Informació
Composta per Martin Gore, originalment es titulava Martyr for Love. Fou descartada per l'àlbum Playing the Angel malgrat que es va enregistrar en les sessions d'aquest àlbum, perquè el seu so era massa pop en comparació amb la resta de cançons. Ja es coneixia amb anterioritat, ja que la mateixa banda l'havia mencionat en entrevistes i fins i tot s'havia sentit de fons en vídeos realitzats durant les gravacions de l'àlbum. El senzill no va incloure cap cançó nova, les cares-B que l'acompanyaven eren remescles de la mateixa cançó i de llançaments anteriors.
És un tema rítmic i vertiginós, conduït per un sampler de guitarra però acostant-se en tot moment a la música country, si bé essencialment és un tema electrònic. La lletra és trista però interpretada de forma totalment desimbolta, fent-lo un tema més agressiu que melancòlic.
Un videoclip fou dirigit per Andreas Nilsson, qui va explicar que fou contractat perquè Gahan va quedar impressionat pel seu videoclip «Silent Shout» de The Knife. Fou filmat a Göteborg (Suècia) però cap dels membres de la banda no hi apareix. Posteriorment fou rebutjat per la banda i el va substituir per un muntatge de videoclips i altres vídeos anteriors sobre la banda però eliminant imatges d'Alan Wilder. Aquest fou dirigit i realitzat per Robert Chandler, i llançat el 8 d'octubre de 2006. El resultat fou una mena de collage conservant d'aquesta manera l'esperit revisionista de la compilació.

## Llista de cançons
7": Mute/Bong39 (Regne Unit)
1. "Martyr" − 3:23
2. "Never Let Me Down Again" (Digitalism Remix) − 4:36

12": Mute/12Bong39 (Regne Unit)
1. "Martyr" (Booka Shade Dub Mix) − 8:17
2. "Martyr" (Dreher & S.M.Art B.N. Reload Remix) − 5:21
3. "Martyr" (Booka Shade Vocal) − 6:39

12": Mute/L12Bong39 (Regne Unit)
1. "Personal Jesus" (Boys Noize Rework)
2. "Never Let Me Down Again" (Digitalism Remix) − 4:36
3. "Everything Counts" (Oliver Huntemann & Stephan Bodzin Dub)
4. "People Are People" (Underground Resistance Remix)

CD: Mute/CDBong39 (Regne Unit)
1. "Martyr" − 3:23
2. "Martyr" (Booka Shade Vocal) − 6:39

CD: Mute/LCDBong39 (Regne Unit)
1. "Martyr" (Paul Van Dyk Vocal Dubl) − 7:18
2. "Martyr" (Alex Smoke Gravel Mix) − 6:42
3. "Never Let Me Down Again" (Digitalism Remix) − 4:36

DVD: Mute/DVDBong39 (Regne Unit)
1. "Martyr"  (videoclip)
2. "Martyr" (Dreher & S.M.Art B.N. Reload Remix) − 5:21
3. "Martyr" (Booka Shade Travel Mix) − 6:39

Digital: Sire/Reprise/Mute (Estats Units)
1. "Martyr" (Radio Edit) − 3:06
2. "Martyr" − 3:26

Digital: Sire/Reprise/Mute − DJ Version (Estats Units)
1. "Martyr" (Paul Van Dyk Remix Edit) − 7:18
2. "Martyr" (Paul Van Dyk Remix) − 10:18
3. "Martyr" (Paul Van Dyk Vonyc Lounge Mix) − 7:02
4. "Martyr" (Paul Van Dyk Dub Mix) − 10:17
5. "Martyr" (Booka Shade Full Vocal Mix Edit) − 6:20
6. "Martyr" (Booka Shade Travel Mix) − 6:20
7. "Martyr" (Booka Shade Dub Mix) − 8:13
8. "Martyr" (Dreher & S.M.Art B.N. Reload) − 5:15
9. "Martyr" (Alex Smoke Gravel Mix) − 6:39
10. "Personal Jesus" (Boys Noize Rework) − 6:53

Digital: Sire/Reprise/Mute − Edits (Estats Units)
1. "Martyr" (Paul Van Dyk Mix) − 2:38
2. "Martyr" (Paul Van Dyk Vonyc Lounge Mix Edit) − 5:02
3. "Martyr" (Dreher & S.M.Art B.N. Reload Edit) − 5:03
4. "Martyr" (Alex Smoke Bare Bone Edit) − 3:07
5. "Martyr" (Booka Shade Full Vocal Mix Edit) − 6:20
6. "Martyr" (Booka Shade Travel Mix Edit) − 4:48
7. "Personal Jesus" (Boys Noize Rework) − 6:53